# PlayStation 5
PlayStation 5 (PS5) — домашня гральна консоль, розроблена компанією Sony Interactive Entertainment. Вона була анонсована як наступниця PlayStation 4 у квітні 2019 року, та з'явилася у продажу 12 листопада 2020 року в Австралії, Японії, Новій Зеландії, Північній Америці та Південній Кореї, а через тиждень вийшла у світовий продаж. PS5 є частиною дев'ятого покоління ігрових консолей, разом з консолями Microsoft Xbox Series X/S, які були випущені в тому ж місяці.
Базова модель має оптичний привід для дисків, сумісний з дисками Ultra HD Blu-ray. Цифрова версія не має цього приводу, оскільки є дешевшою моделлю для купівлі ігор лише онлайн. Обидві моделі вийшли одночасно. Зменшені версії обох моделей (Slim) замінили оригінальні моделі у продажу з листопада 2023 року. PlayStation 5 Pro вийшла 7 листопада 2024 року. Вона має швидший графічний процесор, покращене трасування променів і технологію масштабування зображення на основі штучного інтелекту.
Основні апаратні характеристики PlayStation 5 включають: твердотільний накопичувач (SSD), пристосований для високошвидкісної передачі даних, що дозволяє значно підвищити продуктивність системи зберігання даних, графічний процесор від AMD, здатний відображати зображення з роздільною здатністю 4K зі швидкістю до 120 кадрів на секунду, апаратне прискорення трасування променів для реалістичного освітлення та віддзеркалень, а також рушій Tempest Engine для апаратного прискорення 3D-аудіоефектів. Серед інших особливостей - контролер DualSense з тактильною зворотною віддачею, зворотна сумісність з більшістю ігор PlayStation 4 і PlayStation VR, а також гарнітура PlayStation VR2.

## Історія
Перші новини про PlayStation 5 надійшли від провідного архітектора Марка Черні в інтерв'ю журналу Wired у квітні 2019 року. На початку 2019 року у фінансовому звіті Sony за квартал, який закінчився 31 березня 2019 року, зазначалося, що нове обладнання наступного покоління знаходиться на стадії розробки і буде поставлятися не раніше квітня 2020 року. У другому інтерв'ю журналу Wired у жовтні 2019 року Sony заявила, що має намір поставити консоль наступного покоління у всьому світі до кінця 2020 року. Поточні технічні характеристики обладнання були опубліковані в жовтні 2019 року. На виставці CES 2020 Sony представила офіційний логотип платформи, що відповідає аналогічному мінімалістичному стилю попередніх консолей і бренду PlayStation. Повні характеристики були розкриті на Інтернет-презентації Черні і опубліковані Sony та Digital Foundry 18 березня 2020 року.
Основна презентація ігрової бібліотеки для PlayStation 5 була запланована на 4 червня 2020, але була відкладена до 11 червня у світлі протестів через Джорджа Флойда. У цій презентації також відбулася прем'єра дизайну PlayStation 5.
У серпні 2020 року компанія Sony відкрила передзамовлення на консоль PlayStation 5: користувачам екосистеми PS (спочатку із США) було запропоновано встати у віртуальну чергу, участь в якій дає право на першочергове приставки нового покоління.
12 вересня 2020 року в офіційному блозі PlayStation повідомлено, що презентація приставки нового покоління PlayStation 5 запланована на 16 вересня о 23:00 за київським часом. На онлайн-заході, що розрахований на 40 хвилин, компанія хоче ще раз показати деякі ігри, які будуть доступні з моменту офіційного релізу консолі і вийдуть в майбутньому. Трансляція події відбудеться на платформах Sony на Twitch і YouTube. 16 вересня під час онлайн-конференції Sony оголосила вартість PlayStation 5 — $499 (з дисководом) або $399 (без приводу). В Європі консолі коштуватимуть 499 і 399 євро відповідно (для України — 15999 і 12999 грн). Початок продажу PS5 — 12 листопада (в Україні — 19 листопада). За перші п'ять тижнів було продано 3,73 мільйона консолей, що стало рекордом продажів (проданий тираж конкурентної моделі Xbox Series X / S — близько двох мільйонів).
У лютому 2021 року почалися масові скарги власників консолі на її контролер DualSense. Його стіки передавали хибну інформацію про рух, коли не використовувались. Команда iFixit 19 лютого визначила, що проблема полягає в бракованих потенціометрах, термін служби яких складає всього лиш 417 годин активного використання (за зразок бралася гра Call of Duty: Warzone) або 209 днів за умови щоденного грання по 2 години.
На початку лютого 2022 року з'явилися повідомлення про можливу появу підтримки української мови інтерфейсу на PlayStation 5. Її було офіційно додано 23 березня. Тоді ж підтримка української мови з'явилася й на PlayStation 4.
Анонс оновленої версії під назвою PlayStation 5 Pro відбувся 10 вересня 2024 року. Як повідомлялося Sony, вона матиме потужніший графічний процесор і більший обсяг SSD, але не матиме дисковода.
З нагоди 30-иріччя PlayStation Sony 19 вересня 2024 року анонсувала PlayStation 5 Pro, а також PlayStation 5 і PlayStation Portal, стилізовані під першу PlayStation.

## Характеристики

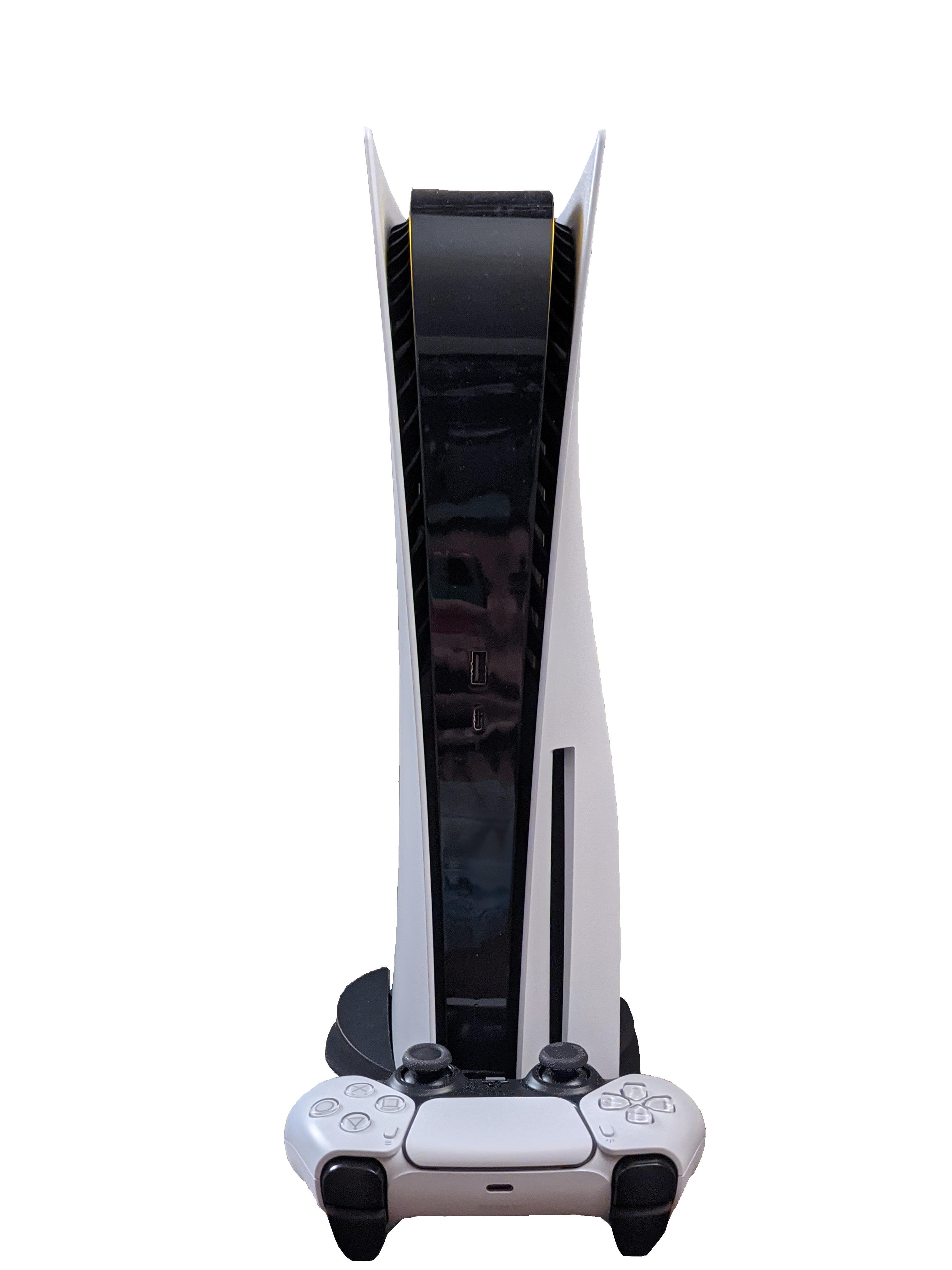
Вигляд консолі та контролера спереду

### Дизайн
Консоль має форму паралелепіпеда зі злегка ввігнутими гранями. Розміри складають 38.8 x 8 x 26 см — значно більше, ніж PlayStation 4. Маса — 4,5 кг. Бокові грані прямокутні з заокругленими краями, виготовлені з білого матового пластику. На їх зовнішньому боці є логотип PlayStation, а на внутрішньому — заглиблений логотип Sony. Вони можуть зніматися для нанесення малюнків чи й цілковитої заміни. Бокові грані спереду підсвічуються синім світлом. Передня грань виготовлена з глянцевого пластику, вона звужується, нагадуючи римську цифру V. Попереду містяться порти USB-A та USB-C. Вгорі розміщено два ряди вентиляційних отворів. «PS5» може встановлюватися як вертикально, так і горизонтально з використанням спеціальної підставки. Версія з дисководом Blu-ray асиметрична, маючи з правого боку випуклість.

### Технічні характеристики
Консоль оснащена 8-ядерним 16-потоковим процесором на основі мікроархітектури AMD Ryzen Zen 2, виготовленим за 7-нанометровим технологічним процесом, пізніше ставши 6-ти нанометровим (ревізія CUH-12xx та в «slim» версії консолі). Частота процесора змінна, максимум 3.5 ГГц.
Графічний процесор являє собою кастомний AMD Radeon, який використовує мікроархітектуру RDNA 2, має підтримку трасуванням променів реального часу. Частота графічного процесора складає 2.23 ГГц, продуктивністю 10.3 терафлопс. Консоллю використовується оперативна пам'ять GDDR6 обсягом 16 Гб зі швидкістю передачі даних 448 Гб/с при ширині шини 256 біт.
Для зберігання постійних даних «PlayStation 5» використовує NVMe SSD обсягом 825 Гб зі швидкістю передачі даних 5.5 Гб/с. Це дозволяє водночас тримати на консолі в середньому 16 ігор. Консоль приймає ігри, записані на диски Ultra HD Blu-ray. Вона здатна відтворювати відео в роздільності 8K, а 4K — при частоті 120 кадрів/с. Звук відтворюється за технологією «Tempest» 3D, що дозволяє симулювати звуки, створювані численними різними об'єктами, залежно від довкілля та характеристик поверхонь.
Консоль оснащена модулем Wi-Fi IEEE 802.11ax, позаду розташовані роз'єми Gigabit Ethernet, два USB A, HDMI 2.1 та роз'єм кабелю живлення.

## Можливості

### Програмне забезпечення
PlayStation 5 має повністю оновлений користувацький інтерфейс, глибоко інтегрований до відеоігор. На CES 2020 Sony представила офіційний логотип для платформи, який відповідає мінімалістичному стилю попередніх консолей і бренду PlayStation. Головне нововведення в інтерфейсі, ці картки, що інформують про стан виконання того чи іншого завдання, середній час, витрачений на його виконання іншими гравцями, та відео з підказками. З цих карток можна швидко перейти до додаткових завдань у грі, оминаючи внутрішньоігрові меню. Консоль підтримує такі відеосервіси, як Netflix, Disney+, Amazon Prime Video, Hulu, Peacock і Apple TV, а також більш нішеві на кшталт Twitch, Funimation, NFL Sunday Ticket, ESPN, Vudu, Tubi, WWE Network і Crunchyroll.

### Контролер
Контролер DualSense був представлений 7 квітня 2020 року. Назву контролера цілковито змінено замість збільшення ревізійного номера DualShock. Він базується на дизайні контролерів серії DualShock, але з модифікаціями, що забезпечують більшу ергономічність та більшу ємність акумулятора.
На відміну від попередніх контролерів DualShock, DualSense має двоколірне забарвлення (біле з чорним) та монохромні кнопки дії. Поверхня покрита мініатюрними випуклими значками фірмових кнопок PlayStation. Світлова панель була переміщена з верхнього краю в обидві сторони тачпада, і хоча контролер підтримує більшість тих же кнопок, що й DualShock 4, він змінює кнопку «Надіслати» на «Створити».
DualSense має сильний тактичний зворотний зв'язок за допомогою віброприводів, що доповнюється звуком з динаміків контролера. На відміну від попередніх моделей, віброприводи використовують не обертання тягарців, а тягарці, що рухаються вздовж однієї осі, подібно до мембрани динаміка. Вони дозволяють передавати різною частотою вібрації такі дрібні деталі, як фактуру поверхні, по якій рухається персонаж, падіння крапель дощу тощо. Вбудований мікрофон дозволяє гравцям розмовляти з іншими гравцями, використовуючи лише контролер без додаткової гарнітури.
DualSense має пристосовувані тригери, які можуть змінювати опір в міру необхідності, надаючи такий досвід, як відчуття натягнення тятиви лука чи опір педалі газу автомобіля. З комунікацій є порт USB-C, який замінює собою MicroUSB в DualShock 4, і TRS (3.5mm) аудіороз'єм.

## Ігри
Детальніше: Список ігор для PS5
На The Game Awards 2019 компанія Counterplay Games анонсувала Godfall — перший проєкт для PlayStation 5 який вийшов відразу після виходу консолі. Підтверджені ігри для PlayStation 5: The Lord of the Rings: Gollum, Watch Dogs: Legion, Gods and Monsters, Rainbow Six Quarantine, Outriders і гра без назви від «Bluepoint Games».
У жовтні 2019 року Марк Черні заявив, що перехід від PlayStation 4 до PlayStation 5 має бути «м'яким». PS5 буде сумісна з іграми PlayStation 4 та PlayStation VR, частково завдяки однаковій апаратній архітектурі обох систем. Sony заявила, що її команда розробників працює над забезпеченням сумісності, але їй ще належить визначити, наскільки повною буде ця зворотна сумісність. 11 червня 2020 року на презентації Playstation Future of Gaming було показано саму консоль, а також додатково перші 26 нових ігор, що виходитимуть на платформі PlayStation 5:
| Назва                              | Дата виходу       | Розробник                           | Видавець                       | Примітки |
| ---------------------------------- | ----------------- | ----------------------------------- | ------------------------------ | --- |
| Horizon Forbidden West             | 2022              | Guerrilla Games                     | Sony Interactive Entertainment | |
| Ghostwire: Tokyo                   | 2022              | Tango Gameworks                     | Bethesda Softworks             | |
| Hitman III                         | 20 січня 2021     | IO Interactive                      | IO Interactive                 | |
| Marvel's Spider-Man: Miles Morales | 12 листопада 2020 | Insomniac Games                     | Sony Computer Entertainment    | |
| Ratchet & Clank: Rift Apart        | 2021              | Insomniac Games                     | Sony Interactive Entertainment | |
| Demon's Souls                      | 12 листопада 2020 | Bluepoint Games                     | Sony Interactive Entertainment | Ремейк оригінальної Demon's Souls для PS3                                                                                    |
| Resident Evil Village              | 2021              | Capcom                              | Capcom                         | |
| Sackboy: A Big Adventure           | 12 листопада 2020 | Sumo Digital                        | Sony Interactive Entertainment | Ребрендинг серії Little Big Planet                                                                                           |
| Gran Turismo 7                     | TBA               | Polyphony Digital                   | Sony Computer Entertainment    | |
| Grand Theft Auto V                 | 2021              | Rockstar Games                      | Rockstar Games                 | Єдина гра зі списку, яку було випущено до презентації. Для PS5 було обіцяно розширену версію гри і безкоштовний режим Online |
| Stray                              | жовтень 2021      | BlueTwelve Studio                   | Annapurna Interactive          | |
| Returnal                           | 30 квітня 2021    | XDev Studios Europe, Housemarque    | Sony Interactive Entertainment | |
| Kena: Bridge of Spirits            | березень 2021     | Ember Lab                           | Sony Interactive Entertainment | |
| Destruction AllStars               | лютий 2021        | XDev Studios Europe, Lucid Games    | Sony Interactive Entertainment | |
| Oddworld: Soulstorm                | 2021              | Frima Studios, Oddworld Inhabitants |                                | |
| Goodbye Volcano High               | 2021              | Ko-Op                               |                                | |
| Jett: The Far Shore                | 2021              | Superbrothers, Pine Scented         |                                | |
| Godfall                            | 12 листопада 2020 | Counterplay Games                   | Gearbox Publishing             | |
| NBA 2K21                           | 4 вересня 2020    | Visual Concepts, 2K Sports          | 2K Games                       | |
| Solar Ash                          | червень 2021      | Heart Machine                       | Annapurna Interactive          | |
| Deathloop                          | 21 травня 2021    | Arkane Studios                      | Bethesda Softworks             | |
| Little Devil Inside                | липень 2021       | Neostream                           | Neostream                      | |
| Bugsnax                            | 12 листопада 2020 | Young Horses, Inc.                  |                                | |
| Astro's Playroom                   | 12 листопада 2020 | SIE Japan Studio                    | Sony Interactive Entertainment | Безкоштовно входить у комплект до кожної PS5                                                                                 |
| Pragmata                           | 2023              | Capcom                              | Capcom                         | |
| Forspoken                          | 23 січня 2023     | Luminous Productions                | Square Enix                    | |

## Продажі
Станом на 28 квітня 2021 року було продано 7,8 млн PlayStation 5. З них 3,3 млн — в останній чверті 2020 року. Це зробило консоль успішнішою за її попередницю PlayStation 4, що за підсумками першого фінансового року продалася накладом 5,7 млн. До 31 травня 2022 року продажі PlayStation 5 досягли 20 мільйонів одиниць. У липні 2023 року стало відомо, що консолі PlayStation 5 було продано понад 40 мільйонів одиниць по всьому світу. До грудня 2023 року по світу було продано понад 50 мільйонів одиниць PlayStation 5.